# Legión Antiaérea Croata
La Legión Antiaérea Croata (en croata: Hrvatska PZ Legija; en alemán: Kroatische FLAK Legion) fue una unidad antiaérea (Flak) al servicio de la Fuerza Aérea Alemana (Luftwaffe) durante la Segunda Guerra Mundial. Estaba compuesto por voluntarios croatas del Estado Independiente de Croacia (NDH).

## Antecedentes
A los pocos días de la invasión de Rusia por parte de Hitler, el fascista croata Ante Pavelić, líder del Estado Independiente de Croacia (NDH), hizo un llamamiento a los croatas para que lucharan del lado de la Alemania nazi y se unieran a la Legión Croata de voluntarios y su "cruzada contra el bolchevismo". Un regimiento de infantería, dos unidades aéreas y una unidad naval fueron enviados al Frente Oriental. A principios de 1943, se formó una unidad antiaérea (FLAK) de la Luftwaffe siguiendo el modelo de la Legión de la Fuerza Aérea Croata. La unidad se llamó Hrvatska PZ Legija y Kroatische FLAK Legion (Legión Antiaérea Croata). Contaba con 350 artilleros y unas 3.000 tropas de apoyo, la unidad estaba comandada por el Mayor Bojnik Srnec.

## Historial de operaciones
Después de que tuvo lugar el entrenamiento en Alemania, la unidad fue enviada inmediatamente al Frente Oriental, en total 350 hombres. La unidad de 350 efectivos dirigida por el Mayor Srnec no sirvió mucho en el Frente Oriental. En mayo de 1944, después de la caída de Crimea ante las tropas soviéticas y la destrucción de la primera Legión croata, la 369.ª División Croata de Infantería, fueron devueltos a Croacia con los restos de la Legión de la Fuerza Aérea Croata para defender su patria, que estaba amenazado por los ataques aéreos aliados y la guerra de guerrillas.
Después de retirarse de Crimea y luego de Ucrania, el personal fue reasignado a varias divisiones y batallones Flak en toda Europa Occidental, la mayor parte de la legión siguió al 15./JG52, uno de los dos escuadrones aéreos croatas creados para la Luftwaffe, de regreso a Zagreb, donde permaneció hasta el final de la guerra. Otro grupo fue asignado al Gem.Flak-Abt. 175 estacionado en Mont-de-Marsan en Francia, una unidad enteramente croata. Otro grupo estaba estacionado cerca de Münster y Múnich. En el territorio del NDH, solo sirvió una unidad antiaérea de la Legión Antiaérea Croata: la Gem.Flak-Abt. 172 que estaba estacionada cerca de Zemun antes de ser enviada a Prusia Oriental. A finales de 1943 se formó un segundo grupo, formado en Alemania y Francia en las inmediaciones de Auxerre y Burdeos.